# Московский салон
Московский салон — художественное общество, существовавшее в Москве в 1910—1921 гг.

## История
Общество было создано в 1910 г. выпускниками Московского училища живописи, ваяния и зодчества. Целью «Московского салона» была организация мероприятий, посвященных художественной деятельности, и выставок работ современников. 1 октября 1910 г. был устроен вечер памяти М. А. Врубеля, это было первое мероприятие общества такого рода.
Затем в 1911 г. последовали выставки, первые прошли под лозунгом «Терпимость всех верований в искусстве» и включали произведения художников и архитекторов, работающих в разных стилях. Одним из первых «Московский салон» стал демонстрировать работы детей. Выставки следующих лет показывали тяготение художников к традициям старых мастеров.
Среди участников «Московского салона» были братья Веснины, Н. Н. Ге, Н. С. Гончарова, А. В. Лентулов, И. И. Рерберг, М. С. Сарьян, А. В. Шевченко, Г. Б. Якулов, Н. М. Григорьев, Е. И. Камзолкин, Н. Н. Агапьева, Н.В. Шперлинг и др. А. С. Голубкина, А. Н. Скрябин были почетными членами общества. Каждый из художников развивался самостоятельно в отдельном направлении, но их объединяло стремление к экспериментам, к интересным художественным опытам, они хотели уйти от принципов импрессионизма и кубизма.
В период 1911—1920 гг. «Московский салон» организовал 7 выставок живописи, графики и скульптуры. Общество прекратило свою деятельность весной 1921 г. В дальнейшем некоторые его бывшие участники вступили в объединение «Жар-цвет».

## Примечание
1. 1 2 3  «Московский салон» // Москва: Энциклопедия / гл. ред. С. О. Шмидт; сост.: М. И. Андреев, В. М. Карев. — М. : Большая российская энциклопедия, 1997. — 976 с. — 100 000 экз. — ISBN 5-85270-277-3.
2. 1 2 3  Московский салон. Дата обращения: 16 июля 2015. Архивировано 1 апреля 2017 года.
3. ↑  Московский салон. Дата обращения: 16 июля 2015. Архивировано 29 апреля 2016 года.